# 乡村银行
村镇银行是指位於鄉村的信貸機構，此類機構一般向客戶提供小额贷款。村镇银行發放的贷款也按照市场利率執行。但有一些村镇银行不直接向客户提供储蓄服务。